# Spolek svatého Jana Křtitele
Spolek svatého Jana Křitele (rusínsky Общество (nebo Сполок či Чин) св. Іоанна Крестителя) je rusínský literární spolek na Slovensku, založený v roce 1862 rusínskými národními buditeli Alexandrem Duchnovičem, Alexandrem Pavlovičem, Adolfem Dobrjanským a Jozefem Gagancem v Prešově v tehdejším Rakouském císařství. Cílem spolku během národního obrození byla pomoc chudým rusínským studentům ke studiu či k přístupu k rusínským duchovním a výchovným materiálům a také seskupení rusínské literárně činé inteligence během obrození. Spolek také vydával knihy a rusínské noviny Svět (rusínsky Свет). V průběhu roku 1871 pozastavil spolek svou činnost, ale v roce 2003 byl obnoven a obnovení potvrdil i prešovský biskup Ján Babjak.

## Historie
Spolek byl založen v roce 1862 již jako druhý rusínský literární spolek, prvním spolkem byl Literární spolek Prešovský. Založili ho rusínští národní obrozencí Alexander Duchnovič, Alexandr Pavlovič, Adolf Dobrjanský a prešovský biskup Jozef Gaganec. Jako předseda nového spolku byl zvolen právě Adolf Dobrjanský a jeho náměstkem byl buditel Anton Rubij, mezi členy spolku se řadili významní rusínští činitelé na území východního Slovenska, ale také slovenští spisovatelé, novináři a významní ruští slavisti Michail Rajevský, Vladimír Lamanský a Georgij Slavjanský. Ruští slavisti hlavně dodávali spolku peníze a knížky do původní Duchnovičové knihovny, kterou v roce 1859 věnoval krásnobrodskému klášteru, díky tomu vznikla první veřejná rusínská knihovna. Spolek v roce 1863 založil v Prešově internát pro chudé rusíny s názvem Alumneum. Ve spolku ale stále hrál hlavní roli Alexander Duchnovič, ten, na rozdíl od svých přátel ze Štúrovců, nepodporoval vznik rusínského literárního jazyka na základě nejrozšířenějších dialektů rusínského jazyka. Duchnovič rozdělil tehdejší rusínský jazyk na nízký styl, neboli hovorová a původní rusínština určená pro literární díla a na vysoký styl, který kombinoval rusínštinu a ruštinu a měl být používán pro teoretické práce, vysoký styl byl buď karpatskorusínský dialekt ruštiny, jazyk Jazyčije a nebo ruský jazyk.
V prosinci 1970 obvinil Štefan Pankovič redakci rusínských novin Svět z nebezpečních tendencí a zakázal duchovenstvu z mukačevské eparchie mít s redakcí jakékoliv styky. Také v roce 1871 inicioval interní převrat ve spolku, kdy z vedení odvolal Adolfa Dobrjanského a Ioanna Rakovského a dosadil tam řeckokatolické duchovní promaďarského směru, kteří neuměli ani slovo rusínsky. V roce 1872 začal spolek vydávat týdeník Karpat, který se prezentoval jako společenské, církevní a literární noviny, na začátku se do redakce zapojovali i rusínští intelektuálové, ale po zvýšení promaďarských tendencí se od týdeníku distancovali. Štefan Pankovič pokračoval v maďarizaci své eparchie, např. zakázal posílání rusínských semináristů do vídeňských škol, aby nezískali slovanské vilvy a nebo také prosazoval násilnou emigraci protimaďarských rusínů do centrálních Uher či Ruska a tak byl Adolf Dobrjanský donucen jít s rodinou do Ruska. Nakonec v roce 1872 proběhlo poslední, osmé zasedání spolku, kdy se rozhodlo pod silným Pankovičovým vlivem k vydávání rusínských knih výhradně v maďarštině a tak byl spolek utlumený již poté nic nevydal.
Během Československa se prešovský biskup Pavel Peter Gojdič snažil o obnovení spolku, ale po komunistickém převratu v roce 1948 se snahy o znovuvytvoření komunistickou vládou zakázaly. V roce 2003 byl spolek obnoven a samotné obnovení potvrdil i prešovský biskup Ján Babjak. Členové spolku jsou nyní především lidé rusínské národnosti, mluvčí rusínského jazyka a farníci řeckokatolické církve. Spolek se snaží dětem a mládeží přiblížit rusínský život, podporuje muzeum rusínské kultury v Prešově a každoročně vydává řeckokatolický rusínský kalendář.